# Persone di nome Julio/Calciatori
| Questa pagina contiene informazioni ricavate automaticamente dalle voci biografiche con l'ausilio del template Bio e di un bot. L'aggiornamento è periodico e automatico e ricostruisce completamente la pagina. Se manca una persona in questa lista, sei pregato di non aggiungerla, ma accertati piuttosto che la sua voce biografica contenga il template Bio e che i dati anagrafici siano correttamente compilati. Se il template Bio manca, inseriscilo tu stesso o, in alternativa, metti l'avviso {{tmp\|Bio}} che ne segnala la mancanza. Se i dati riportati sono sbagliati, correggi direttamente la voce biografica; le modifiche saranno visibili in questa lista entro pochi giorni. Per chiarimenti vedi il progetto antroponimi. La lista contiene solo le 109 persone che sono citate nell'enciclopedia e per le quali è stato implementato correttamente il template Bio. Pagina aggiornata al 16 ott 2024. |

Questa è una lista di persone presenti nell'enciclopedia che hanno il nome Julio e sono calciatori.

## A(9)
- Julio Abbadie, calciatore uruguaiano (San Ramón, n. 1930 - Montevideo, † 2014)
- Julio Acuña, ex calciatore uruguaiano (Lascano, n. 1954)
- Julio Luis Alas, ex calciatore spagnolo (Oviedo, n. 1943)
- Julio Albino, ex calciatore uruguaiano (Montevideo, n. 1971)
- Julio Aldama, ex calciatore cubano (Matanzas, n. 1981)
- Julio Alonso, calciatore spagnolo (Terrassa, n. 1998)
- Julio Angulo, calciatore ecuadoriano (Guayaquil, n. 1990)
- Julio Aparicio, ex calciatore peruviano (n. 1955)
- Julio César Armentia, ex calciatore argentino (San Cayetano, n. 1974)

## B(9)
- Julio Barrios, calciatore uruguaiano
- Julio Barroso, calciatore argentino (San Martín, n. 1985)
- Julio Bavastro, calciatore e militare uruguaiano (Paysandú, n. 1894 - Gallio, † 1918)
- Julio Baylón, calciatore peruviano (Pisco, n. 1950 - Lima, † 2004)
- Julio César Benítez, calciatore uruguaiano (Montevideo, n. 1940 - Barcellona, † 1968)
- Julio Bevacqua, ex calciatore argentino (Córdoba, n. 1980)
- Julio César Britos, calciatore uruguaiano (Montevideo, n. 1926 - † 1998)
- Julio Buffarini, calciatore argentino (General Cabrera, Córdoba, n. 1988)
- Julio Báez, calciatore paraguaiano (n. 2000)

## C(13)
- Julio César Cáceres, ex calciatore paraguaiano (San José de los Arroyos, n. 1979)
- Julio Cascante, calciatore costaricano (Limón, n. 1993)
- Julio Castillo, calciatore argentino (Buenos Aires, n. 1915 - † 1940)
- Julio Castillo, calciatore uruguaiano
- Julio Castro, ex calciatore salvadoregno (San Salvador, n. 1981)
- Julio Chiarini, ex calciatore argentino (Oliva, n. 1982)
- Julio Chulilla Gazol, calciatore e editore spagnolo (Madrid, n. 1887 - Madrid, † 1960)
- Julio Colombo, ex calciatore francese (Saint-Claude, n. 1984)
- Julio Correa, ex calciatore uruguaiano (n. 1948)
- Julio Cozzi, calciatore argentino (Buenos Aires, n. 1922 - Buenos Aires, † 2011)
- Julio Crisosto, ex calciatore cileno (Iquique, n. 1950)
- Julio César Cruz, calciatore messicano (Minatitlán, n. 1995)
- Julio Cruz, ex calciatore argentino (Santiago del Estero, n. 1974)

## D(7)
- Julio Dalmao, ex calciatore uruguaiano (Montevideo, n. 1949)
- Julio Doldán, calciatore paraguaiano (Asunción, n. 1993)
- Julio Domínguez, calciatore messicano (Arriaga, n. 1987)
- Julio César Domínguez Castillo, calciatore paraguaiano (San Lorenzo, n. 1992)
- Julio Donisa, calciatore francese (L'Haÿ-les-Roses, n. 1994)
- Julio César de León, calciatore honduregno (Cortés, n. 1979)
- Julio dos Santos, calciatore paraguaiano (Asunción, n. 1983)

## E(3)
- Julio Antonio Elícegui, calciatore spagnolo (Castejón, n. 1910 - La Coruña, † 2001)
- Julio César Enciso, ex calciatore paraguaiano (Capiatá, n. 1974)
- Julio César Enciso, calciatore paraguaiano (Caaguazú, n. 2004)

## F(3)
- Julio César Franco, ex calciatore paraguaiano (Asunción, n. 1965)
- Julio Furch, calciatore argentino (Winifreda, n. 1989)
- Julio Valentín González, ex calciatore paraguaiano (Asunción, n. 1981)

## G(6)
- Julio Gallardo, calciatore cileno (Villarrica, n. 1942 - Santiago del Cile, † 1991)
- Julio César García Mezones, calciatore peruviano (Piura, n. 1981)
- Tony Gómez, ex calciatore uruguaiano (Melo, n. 1966)
- Julio César González Trinidad, calciatore paraguaiano (n. 1992)
- Julio José González, calciatore messicano (Acapulco, n. 1991)
- Julio Gutiérrez, ex calciatore cileno (n. 1979)

## H(2)
- Julio Herrera, calciatore boliviano (n. 1999)
- Julio César Hurtado, calciatore boliviano (Santa Cruz de la Sierra, n. 1983)

## I(2)
- Julio Iglesias Santamaría, ex calciatore e allenatore di calcio spagnolo (Los Corrales de Buelna, n. 1944)
- Julio Irrazábal, calciatore paraguaiano (San Juan del Paraná, n. 1980)

## J(1)
- Julio César Jiménez, ex calciatore uruguaiano (Artigas, n. 1954)

## L(4)
- Julio Llorente, ex calciatore spagnolo (Valladolid, n. 1966)
- Julio Lores, calciatore peruviano (n. 1908 - † 1945)
- Julio Losada, ex calciatore uruguaiano (n. 1950)
- Julio Luques, calciatore argentino (San Nicolás de los Arroyos, n. 2002)

## M(12)
- Julio Maceiras, calciatore uruguaiano (Montevideo, n. 1926 - † 2011)
- Julio Manzur, calciatore paraguaiano (Luque, n. 1981)
- Julio Marchant, ex calciatore argentino (Santiago del Estero, n. 1980)
- Julio Enrique Martínez, calciatore salvadoregno (Coatepeque, n. 1985)
- Julio Mattos, ex calciatore argentino (Buenos Aires, n. 1940)
- Julio Meléndez, ex calciatore peruviano (Lima, n. 1942)
- Julio Montero Castillo, ex calciatore uruguaiano (Montevideo, n. 1944)
- Julio César Monterroso, ex calciatore guatemalteco (Chahal, n. 1981)
- Julio Morales, calciatore uruguaiano (Montevideo, n. 1945 - Montevideo, † 2022)
- Julio Alberto Moreno, ex calciatore spagnolo (Carreño, n. 1958)
- Julio Mosso, calciatore argentino (Luján de Cuyo, n. 1899 - Mendoza, † 1988)
- Julio Musimessi, calciatore argentino (Resistencia, n. 1923 - Morón, † 1996)

## N(2)
- Julio Nava, calciatore messicano (Martínez de la Torre, n. 1989)
- Julio Nuín, calciatore argentino

## O(2)
- Julio Orozco, ex calciatore spagnolo (Yuncler, n. 1948)
- Julio Joao Ortiz, calciatore ecuadoriano (Esmeraldas, n. 1996)

## P(5)
- Julio Prieto, ex calciatore spagnolo (Madrid, n. 1960)
- Julio Pérez, calciatore uruguaiano (Montevideo, n. 1926 - Montevideo, † 2002)
- Julio Pichardo, calciatore cubano (n. 1990)
- Julio César Pinheiro, ex calciatore brasiliano (Itapeva, n. 1976)
- Julio Pleguezuelo, calciatore spagnolo (Palma di Maiorca, n. 1997)

## Q(2)
- Julio Quintana, calciatore e allenatore di calcio peruviano (n. 1904 - † 1981)
- Julio Quintero, ex calciatore venezuelano (Barinas, n. 1964)

## R(11)
- Julio César Ramírez, ex calciatore uruguaiano (Montevideo, n. 1974)
- Julio Ramírez, calciatore argentino (Villaguay, n. 1992)
- Julio César Rivera, ex calciatore peruviano (Lima, n. 1968)
- Julio Rivet, calciatore argentino
- Julio Rodas, ex calciatore guatemalteco (Tegucigalpa, n. 1966)
- Julio Pablo Rodríguez, ex calciatore uruguaiano (Juan Lacaze, n. 1977)
- Julio César Rodríguez Giménez, calciatore paraguaiano (Asunción, n. 1990)
- Julio César Rodríguez López, calciatore spagnolo (Mieres, n. 1995)
- Romerito, ex calciatore paraguaiano (Luque, n. 1960)
- Julio César Rosero, ex calciatore ecuadoriano (Quito, n. 1964)
- Julio Hernán Rossi, ex calciatore argentino (Mar del Plata, n. 1977)

## S(6)
- Julio Saldaña, ex calciatore argentino (Arrecifes, n. 1967)
- Julio Salinas, ex calciatore spagnolo (Bilbao, n. 1962)
- Julio San Lorenzo, calciatore argentino (Posadas, n. 1934 - Santiago del Estero, † 2016)
- Julio César Serrano, calciatore argentino (Buenos Aires, n. 1981)
- Julio Soler, calciatore paraguaiano (Asunción, n. 2004)
- Julio César Suazo, ex calciatore honduregno (La Ceiba, n. 1978)

## T(1)
- Julio César Toresani, calciatore argentino (Santa Fe, n. 1967 - Santa Fe, † 2019)

## U(2)
- Julio Uriarte, calciatore spagnolo (Isola di Samar, n. 1914)
- Julio Edson Uribe, calciatore peruviano (Lima, n. 1982)

## V(4)
- Julio Venini, calciatore argentino (La Plata, n. 1929 - Mar del Plata, † 2005)
- Santiago Vernazza, calciatore argentino (Buenos Aires, n. 1928 - Buenos Aires, † 2017)
- Julio Vial, calciatore cileno (n. 1933 - † 2016)
- Julio Villalba, calciatore paraguaiano (Ciudad del Este, n. 1998)

## Y(1)
- Julio César Yegros, ex calciatore paraguaiano (Luque, n. 1971)

## Z(1)
- Julio Zamora, ex calciatore argentino (Rosario, n. 1966)

## Á(1)
- Julio Álvarez, ex calciatore venezuelano (Caracas, n. 1981)